# 芷兰街道

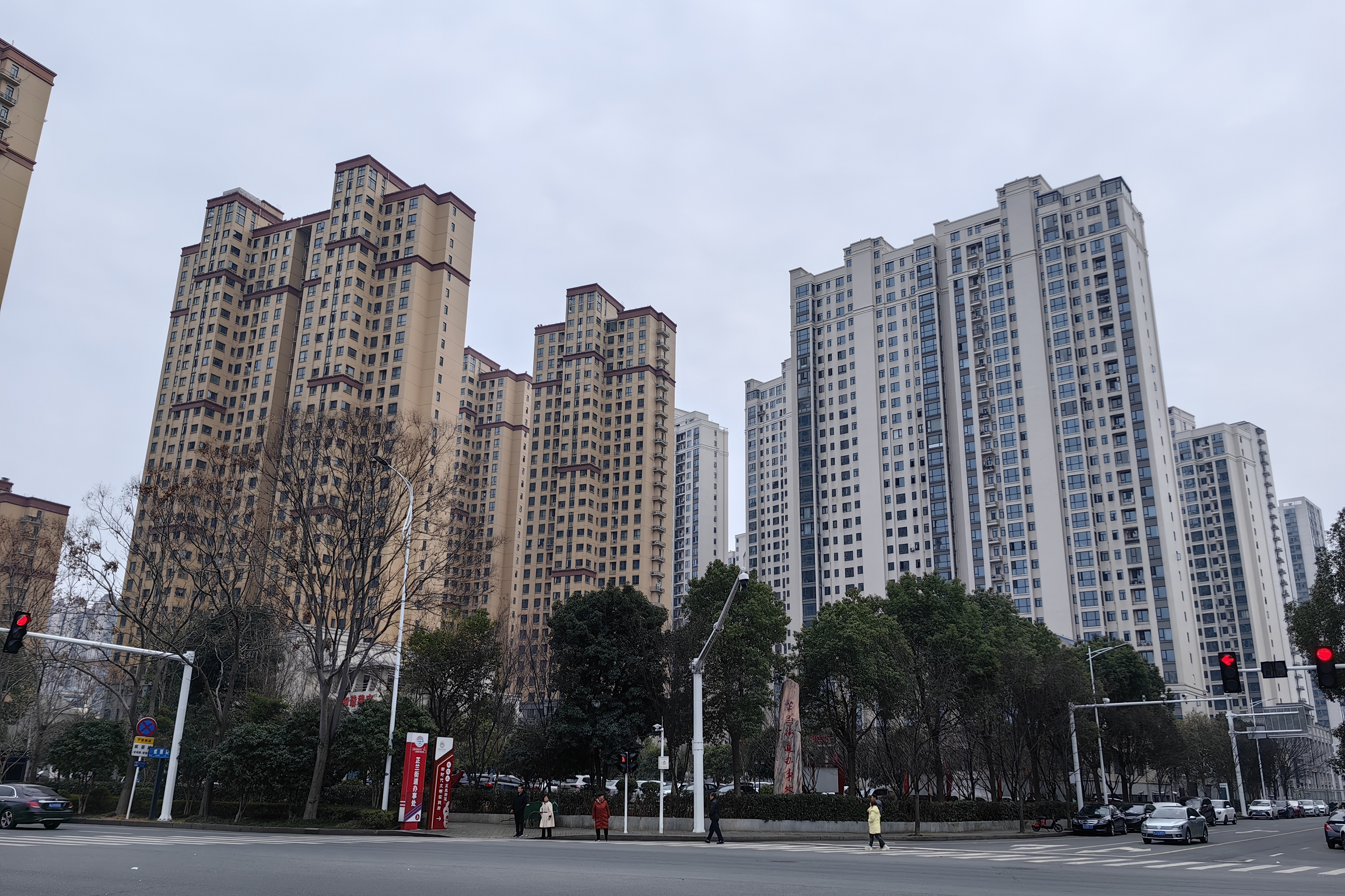

芷兰街道是中华人民共和国湖南省常德市武陵区下辖的一个街道办事处。

## 行政区划
芷兰街道下辖以下村级行政区划单位：
临紫社区、芷荷社区、沙河社区、柳菱社区、荷花社区、高峰社区、腰路铺社区。